# Municipio de García
El municipio de García es uno de los 51 municipios en que se encuentra dividido para su régimen interior el estado mexicano de Nuevo León. Se encuentra en el centro-norte del territorio estatal y su cabecera municipal es la ciudad de García. Forma parte del zona metropolitana de Monterrey,

## Geografía
El municipio de García se encuentra localizado en el centro-noroeste del estado de Nuevo León y en los límites con el estado de Coahuila, al noroeste de la zona metropolitana de Monterrey. Tiene una extensión territorial total de 1034.081 kilómetros cuadrados que equivalen al 1.60% de la superficie total del estado; cuyas coordenadas geográficas extremas son 25°37′ - 25°59′ de latitud norte y 100°25′ - 100°52′ de longitud oeste. Su territorio fluctúa entre una altitud máxima de 2 300 y mínima de 500 metros sobre el nivel del mar.
Limita al norte con el municipio de Mina y el municipio de Hidalgo, al este con el municipio de General Escobedo y el municipio de Monterrey y al sur con el municipio de Santa Catarina; al oeste limita con el estado de Coahuila, en específico con el municipio de Ramos Arizpe.

### Orografía e hidrografía
Sierra Corral de los Bandidos, una montaña y área natural protegida al oeste del municipio cerca de los límites con Coahuila.
Cerro La Mota Grande, una montaña popular entre excursionistas de la región. A sus faldas se encuentra la Cueva Ahumada, un sitio arqueológico con pinturas rupestres y petrograbados con cerca de 8 mil años de antigüedad.
Área Natural Protegida Cerro La Mota, un área natural protegida que comprende el Cerro Colorado, la Sierra Nacataz y el Cerro La Taravilla.
Sierra La Azufrosa, una montaña en los límites con Ramos Arizpe.

## Demografía
De acuerdo a los resultados del Censo de Población y Vivienda realizado en 2020 por el Instituto Nacional de Estadística y Geografía, la población total del municipio de García asciende a 397 205 personas.

### Localidades
En el municipio se encuentran un total de 150 localidades, las principales y su población en 2020 son las siguientes:
| Localidad                       | Población |
| Total Municipio                 | 397 205   |
| García                          | 234 698   |
| Mitras Poniente                 | 53 461    |
| Parque Industrial Ciudad Mitras | 41 487    |
| Valle de Lincoln                | 39 998    |
| Los Parques                     | 10 649    |
| Santa María                     | 8 853     |

## Política
El gobierno del municipio de García se encuentra a cargo de su ayuntamiento. Este se encuentra integrado por el presidente Municipal, dos síndicos y el cabildo conformado por un total de ocho regidores, siendo electos seis por el principio de mayoría relativa y dos por el principio de representación proporcional. Todos los integrantes del ayuntamiento son electos mediante voto universal, directo y secreto por un periodo de tres años renovable para otro término inmediato. Entran a ejercer su cargo el día 31 de octubre del año de su elección.

### Representación legislativa
Para la elección de diputados locales al Congreso de Nuevo León y de diputados federales a la Cámara de Diputados federal, el municipio de García se encuentra integrado en los siguientes distritos electorales:
Local:
- Distrito electoral local de 20 de Nuevo León con cabecera en García.[4]

Federal:
- Distrito electoral federal 7 de Nuevo León con cabecera en García.[5]

### Presidentes Municipales
Cronología de los últimos presidentes municipales:
| Presidentes Municipales               | Año       | Partido       |
| ------------------------------------- | --------- | ------------- |
| Guadalupe Alejandro Valadez Arrambide | 2006-2009 | PRI           |
| Jaime Heliódoro Rodríguez Calderón    | 2009-2012 | PRI           |
| Jesús Hernández Martínez              | 2012-2015 | PRI           |
| César Adrián Valdez Martínez          | 2015-2018 | Independiente |
| Carlos Alberto Guevara Garza          | 2018-2021 | Independiente |
| Carlos Alberto Guevara Garza          | 2021-2024 | Independiente |
| Manuel Guerra Cavazos                 | 2024-2027 | Morena        |